# 中港镇 (宜黄县)
中港镇，是中华人民共和国江西省抚州市宜黄县下辖的一个乡镇级行政单位。

## 行政区划
中港镇下辖以下地区：
二村、何坊村、鹿冈村、龙冈村、店下村、邹坊村、三村、高山村、仙源村、淡水村、余溪村、东港村、中堡村和上坪村。